# Zosterops meyeni
Zosterops meyeni là một loài chim trong họ Zosteropidae.